# Driss el-Himer
Driss El Himer, né le 4 avril 1974 à Rabat (Maroc), est un athlète franco-marocain spécialiste du 1 500 m au marathon.

## Carrière
Sportif de haut niveau dans son pays, après une mésentente avec son staff, il gagne la France et s’engage dans la Légion étrangère le 2 décembre 1996. Vite repéré par ses chefs, il intègre l’équipe de cross de la Légion étrangère puis il rejoint l’Olympique de Marseille Athlétisme, tout en restant légionnaire. Participant à des courses tant civiles que militaires, il est nommé caporal en 1998 et caporal-chef l'année suivante, tout en conciliant ses entraînements de sportif de haut niveau et l'activité militaire au sein de son unité.
Il remporte le 24 février, à Alger, son second titre consécutif de champion du monde militaire de cross courte distance. Octuple champion de France, il détiendra par la suite le record de France des victoires. Pendant son passage à la Légion étrangère, il s'entraîne et court sous les couleurs de l'Olympique de Marseille Athlétisme.
Naturalisé français en 1998, il termine son contrat à la Légion en 2001, et poursuit sa carrière d'athlète. Il continue à obtenir de très bons résultats en cross (6e au Mondial en 2000, deux médailles de bronze européennes). Il est l'homme qui a été le plus de fois titré champion de France de cross-country .Puis il connaît une décevante 11e place sur 10 000 m aux championnats du monde d’Edmonton. Il vit en Alsace et s'entraîne désormais à l'ASPTT Strasbourg.

## Palmarès
Championnats d'Europe de cross-country
- Médaille d'or par équipe en 2000, 2003, 2006 et 2010
- Médaille d'argent par équipe en 2001 et 2008
- Médaille de bronze en 1998 et 2000

Championnats d'Europe d'athlétisme
- 2006 : Göteborg ( Suède), 8e au 10 000 m

Championnats de France de cross-country
- Champion de France 1998, 1999, 2001, 2003, 2005, 2007, 2009 et 2010

Championnats du monde militaire de cross-country
- 2 titres de champion du monde

Championnats de France de 10 km
- Champion de France 2009 et 2011

Championnats de France élite
- Champion de France 10 000 mètres 2004, 2005 et 2010
- 10 000 mètres 2009

Et aussi :
- Finaliste et huitième du 10 000 m en 28 min 30 s 09
- 2001 : Vainqueur du Marathon d'Amsterdam
- 2002 : 8e à Marathon de Chicago - 7e à Séoul
- 2003 : 4e au Marathon de Paris - 60e des mondiaux de Paris
- 2004 : 13e à Marathon de Tokyo - 68e des Jeux Olympiques d'Athènes
- 2005 : 29e au Marathon de Berlin - 13e au cross à Tilbourg
- 2006 : 6e au Marathon de Berlin
- 2009 : 44e aux championnats du monde à Berlin en 2 h 21 min 19 s et 3e français
- 2009, 2010 : Vainqueur du Cross Country Tour National.
- 2011 : 9e au Marathon de Berlin en 2 h 14 min 46 s